# Ferrari F2012
Ferrari F2012 je vůz formule 1 týmu Scuderia Ferrari nasazený pro rok 2012. Jezdili v něm Španěl Fernando Alonso a Brazilec Felipe Massa. Monopost byl představen 3. února 2012 v Maranellu.